# Caso Kings Bay

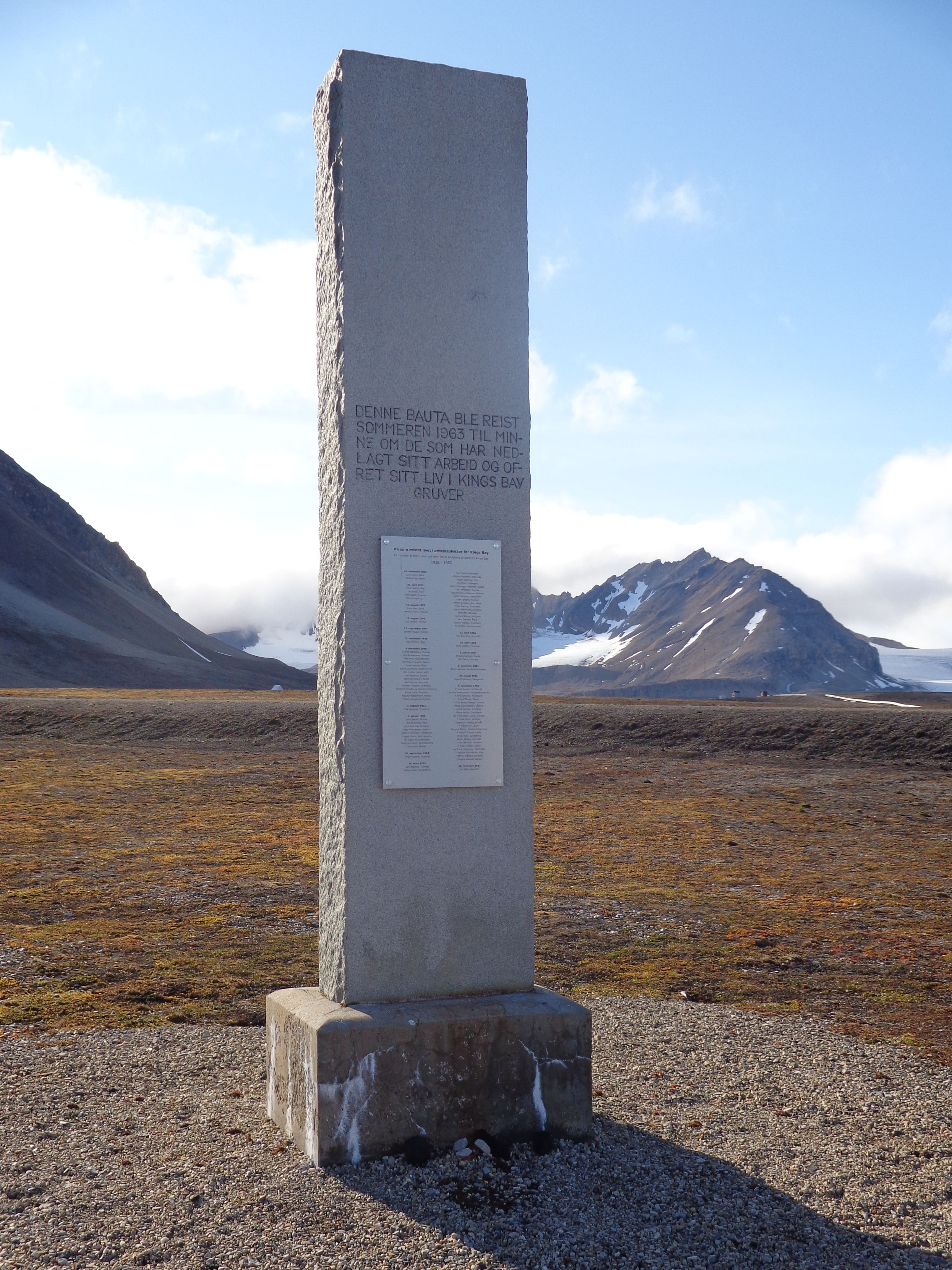
Il memoriale di Kings Bay nelle Svalbard

Il caso Kings Bay (Kings Bay-saken) fu un problema politico in Norvegia che raggiunse la sua massima tensione nel 1963 e portò al crollo del governo di Einar Gerhardsen, formando le basi per una coalizione non socialista che persistette sino alla fine del XX secolo. Il caso fu un drammatico episodio nella storia della Norvegia che portò alla fine della dinastia dei Gerhardsen ed all'emergenza di una politica alternativa più articolata e coerente in campo non socialista. Si ritiene che questa questione sia stata alla base anche della smossa all'ala radicale socialista della politica norvegese nel dibattito sull'Unione Europea nove anni dopo.

## Storia
La Kings Bay Coal Mining Company era un'azienda mineraria di carbone con base a Ny Ålesund nel territorio norvegese delle Svalbard nell'Oceano Artico. Dal 1933 era divenuta una compagnia della Corona norvegese ed era quindi amministrata dallo stato.
Tra il 1945 ed il 1963, 71 persone persero la vita nel corso di tre grandi incidenti nelle miniere. Con l'ultimo incidente nelle miniere di Kings Bay il 5 novembre 1962, nel quale 21 minatori rimasero uccisi in un'esplosione, venne stabilita una commissione dallo Storting nell'estate del 1963 che evidenziò come il sistema di queste miniere presentasse numerose problematiche. Tra le altre cose, la commissione ritenne responsabile di queste inefficienze il ministro dell'industria dell'epoca, Kjell Holler.
L'opposizione non-socialista del governo laburista norvegese chiese la destituzione di Holler, ma il primo ministro Einar Gerhardsen chiese che le operazioni di Kings Bay non fossero discusse in parlamento, dal momento che la compagnia era gestita come una corporazione piuttosto che un'agenzia di governo. Questo fu un mero pretesto per salvare il salvabile e la coalizione non socialista iniziò a protestare. Sicuro sin dalla Seconda guerra mondiale di una solida presenza socialista in parlamento, Gerhardsen venne così, per la prima volta nella sua carica di primo ministro, costretto a presentarsi al parlamento per rispondere delle azioni dei suoi ministri.
L'opposizione, in precedenza frammentata, trovò sull'argomento una forte unità proponendo un voto di sfiducia dal momento che l'azienda mineraria era considerarsi a tutti gli effetti un'azienda governativa operante per lo stato e nel suo interesse. Ovviamente, i parlamentari laburisti si opposero al supporto di questo voto. Dal momento che per la prima volta la coalizione non socialista ed il Partito Laburista Norvegese si trovavano in parità di voti con 74 seggi ciascuno su 150 parlamentari, la decisione spettò ai due parlamentari del partito socialista di sinistra Sosialistisk Folkeparti.
In un interessante giro di boa, il Sosialistisk Folkeparti (SF) si espresse per la sfiducia, fatto che portò poco dopo al crollo del gabinetto Gerhardsen. Tecnicamente, i rappresentanti del SF giustificarono questa scelta con l'essere contrari all'attuale gabinetto di governo e non certo al partito. La fotografia, pubblicata da Aftenposten, di Gerhardsen che lascia lo Storting con il suo avversario, John Lyng che gli si avvicina ed i due si incrociano, è divenuta un'icona della storia politica norvegese.
Il gabinetto non socialista formato da John Lyng col Partito Conservatore di Norvegia fu il primo governo non laburista in Norvegia dalla fine della Seconda guerra mondiale, ma durò appena poche settimane per un ulteriore voto di sfiducia ottenuto dal Partito Laburista Norvegese e dal Sosialistisk Folkeparti, ricompattatisi.